# Tipología morfológica
La tipología morfológica es un sistema de clasificación de lenguajes (véase tipología lingüística) de acuerdo a sus estructuras morfológicas, creado por los hermanos Friedrich y August von Schlegel.[cita requerida] Con base en este sistema, las lenguas se clasifican según la forma en que se combinan morfemas para crear palabras, creando dos categorías principales: las lenguas analíticas o aislantes y las sintéticas, esta última dividiéndose en lenguas aglutinantes y fusionantes. Así, las lenguas analíticas no usan flexión (como conjugación o declinación) para modificar morfemas, sino que cambian el orden de las palabras o usan palabras auxiliares. Las lenguas aglutinantes usan partículas fáciles de separar unas de otras para alterar las palabras, mientras que las fusionantes, como indica su nombre, "fusionan" varias formas de inflexión, y la raíz de las palabras es más difícil de discernir. Además, algunos autores distinguen una categoría extra, la de las lenguas polisintéticas, que se caracterizan por sus tendencias extremas a la aglutinación, donde es común tener el equivalente a una oración entera en una sola palabra.

## Lenguas analíticas
En este tipo de lenguas, apenas existe la derivación morfológica. El orden de las palabras es muy importante para dar a entender el significado y la relación sintáctica de las palabras. El radical permanece solitario y no se modifica.
Entre otras, algunas lenguas analíticas son el chino y el vietnamita.

## Lenguas sintéticas

### Lenguas aglutinantes
Estas lenguas tienen cierta complejidad morfológica, pero los morfemas (elementos estructurales) siempre se pueden separar claramente. Aunque el radical se modifique, permanecen inalterables en el sentido de que la modificación se realiza mediante afijos que se añaden al radical. Los afijos que se usan con más frecuencia son sufijos. Se añaden dependiendo de la función de la palabra. El orden de las palabras es algo menos importante que en las lenguas analíticas. Esto se debe a que los sufijos añaden información útil para averiguar el papel sintáctico de la palabra.
Algunos ejemplos de lenguas aglutinantes son el coreano, el turco y el japonés.

### Lenguas fusionantes
Las lenguas fusionantes son las lenguas de mayor complejidad morfológica de los tres tipos. A menudo, no se puede separar los morfemas del lexema o radical. En ocasiones, el lexema no se puede diferenciar de los afijos. El orden de las palabras no es importante en absoluto, ya que la gran parte o la totalidad de la información de la estructura sintáctica se revela mediante la morfología de las palabras. Es decir, el orden de los sintagmas no altera el significado de la oración.
Algunos ejemplos de lenguas sintéticas son el latín y el anglosajón.

### Lenguas polisintéticas
Al principio del siglo XX, A. F. Pott estudió lenguas que los von Schlegel no conocieron, y añadió una cuarta categoría, las lenguas polisintéticas.
Es una forma más avanzada de las lenguas sintéticas. La morfología de estas lenguas es extremadamente compleja. Normalmente incorporan muchos elementos en una palabra o sintagma. Todos los términos tienden a fundirse con la raíz verbal.
Muchas lenguas amerindias son polisintéticas. El inuktitut es un ejemplo de ellas, y un ejemplo específico es el sintagma: tavvakiqutiqarpiit que podría intentar traducirse por algo así como "¿Tienes algo de tabaco en venta?"